# アセチレン
アセチレン（英: acetylene）は炭素数が2のアルキンである。IUPAC系統名はエチン ethyne、分子式は C2H2である。1836年にイギリスのエドモンド・デービーによって発見され、水素と炭素の化合物であるとされた。1860年になってマルセラン・ベルテロが再発見し、「アセチレン」と命名した。アルキンのうち工業的に最も重要なものである。
酸素と混合し、完全燃焼させた場合の炎の温度は3,330 ℃にも及ぶため、その燃焼熱を目的として金属加工工場などで多く使われる。高圧ガス保安法により、常用の温度で圧力が0.2 MPa以上になるもので、現に0.2 MPa以上のもの、または、15 ℃で0.2 MPa以上となるものである場合、褐色のボンベに保管することが定められている。

## 構造
構造式は HC≡CH で、炭素-炭素間で三重結合を1個だけ持つ直線型分子。炭素‐炭素間でπ結合を二つ持ち、sp混成軌道を取り、結合角は180° である。アルキンのうち最も簡単なものであり、異性体は存在しない。

## 物理的性質
常温では水に体積比 1:1 の割合で溶ける。テトラヒドロフランなどの有機溶媒にはより溶けやすい。爆発範囲は 2.5–81 vol%（空気中）である。純粋なものは無臭だが、市販されているものは通常硫黄化合物などの不純物を含むため、特有のにおいを持つ。

## 化学的性質
アセチレンや一般のアルキンは三重結合を持つ不飽和炭化水素のため反応性が大きく、さまざまな物質の合成の原料となる。銀、銅、水銀等の金属や金属化合物と反応し、爆発性のある金属アセチリドを生成する。人体に対して有害性はないが、可燃性である。

### 付加反応
アセチレンの三重結合は付加反応を受けやすい。ニッケルを触媒として水素を付加させるとエチレンになり、さらに水素を付加させるとエタンになる。
{\displaystyle {\ce {HC # CH + H2Ni -> H2C=CH2}}}
{\displaystyle {\ce {H2C = CH2 + H2 Ni -> H3C - CH3}}}
また、アセチレンの三重結合にはハロゲン化水素などの H−X 型の分子を容易に付加させることができる。 アセチレンに塩化水素を付加させるとクロロエチレンになり、酢酸を付加させると酢酸ビニルになる。クロロエチレンや酢酸ビニルは合成高分子化合物の原料として用いられる。
{\displaystyle {\ce {HC{\equiv }CH{}+H-XLi->H2C\ =\ CHX}}}
アセチレンに水を付加させた場合はビニルアルコールとなるが、これは容易に異性化し、速やかにアセトアルデヒドに変わる。

### 付加重合
アセチレンは付加重合をすることができる。アセチレン2分子が重合するとモノビニルアセチレンになる。モノビニルアセチレンはブタジエンやクロロプレンの原料として、合成ゴムをつくるときに用いられる。
{\displaystyle {\ce {2HC # CH -> H2C=CH-C # CH}}}
アセチレン3分子が重合するとベンゼン、ジビニルアセチレン、アセチレニルジビニルになる。ベンゼンを得る場合、加熱した鉄管もしくは石英管にアセチレンガスを通す方法がよく使われる。
{\displaystyle {\ce {3HC # CH -> C6H6}}}
さらに重合が進んで得られるポリマーがポリアセチレンで、導電性物質として利用される。

### アセチリド
アセチレンをはじめとする末端アルキン上の水素は、一般的なアルケンやアルカンのものに比べて酸性が高く、適切な強塩基により引き抜いて金属イオンに置き換えることができる。例えば、アセチレンにn-ブチルリチウムを作用させるとリチウムアセチリドを与える。
{\displaystyle {\ce {HC{\equiv }CH{}+n\!-\!C4H9Li->HC{\equiv }CLi{}+n-C4H10\uparrow }}}
また、硝酸銀水溶液にアセチレンを吹き込むと、銀アセチリドの白色沈殿ができる。硫酸銅に作用させると銅アセチリドの赤色沈殿が発生する。銀アセチリドも、銅アセチリドも乾燥していれば、わずかな衝撃で爆発し、銀や銅と炭素に分解する。

## 所在・製法
実験室やアセチレンランプなど小規模な用途では、カーバイド法を用いて生成される。これは、カーバイド（炭化カルシウム）に水を作用させる方法である。
工業用の大規模なものでは、アセチレンは炭化水素の熱分解による方法（熱分解法）や、カーバイド法を用いて生成される。
{\displaystyle {\ce {CaC2 + 2H2O -> C2H2 + Ca(OH)2}}}
メタンを使った場合
{\displaystyle {\ce {2CH4 -> C2 H2 + 3H2}}}
メタンの熱分解には1400℃近くの高温が必要で、アルミの電解精錬に匹敵するほど莫大な熱量を必要とする上、600〜800℃で重合して芳香族炭化水素を多く生じるため急冷して400℃以下に温度を下げねばならず商業的に実現可能なコストではない。

## 利用
アセチレンガスは他のLPガス等と同様に圧縮冷却すると液化できる。しかしアセチレンは3重結合の極めて不安定な物質なため分解爆発を起こす危険性があることから容器内にマスと呼ばれる軽石様の多孔質物質にアセトンを染み込ませ炭酸水のようにアセトンへ溶解させて充填させている。なお、この溶解アセチレン（ボンベ製品）の2016年度日本国内生産量は9,766tである。
燃焼速度が極めて速く燃焼範囲も可燃性ガスの中では一番広い（水素は2番目）ため空気中へ漏洩すると爆発の条件が揃いやすく危険な可燃性ガスでもある。

### 工業等への利用
- アセチレンは燃焼するときに多量の燃焼熱を発生するので、バーナーの燃料として用いられる。アセチレンと酸素を混合して完全燃焼させた酸素アセチレン炎 (3,330℃) は金属の溶接や切断に用いられる。アメリカ合衆国では、年間生産の8割が化学合成に、残りの2割がアセチレン溶接、切断に使われている。近年でも、鉄の浸炭に使われる。

#### 石炭化学工業
かつて石炭化学工業では中間製品としてアセチレンが作られ、アセチレンを元に塩化ビニル、アクリルニトリル、酢酸ビニルなどの製品が作られていた。
今日の石油化学工業では代わりにより安価なエチレンが用いられるのが一般的である。

### 照明等への利用

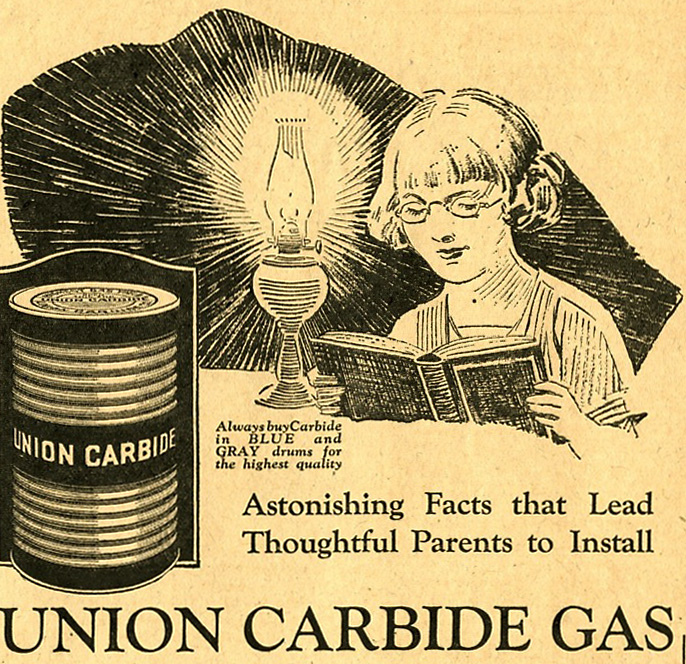
ユニオンカーバイド社のアセチレンランプの広告

- ユニオンカーバイド社のアセチレンランプの広告かつては アセチレンランプ（カーバイドランプ）として照明用に使われていた。アセチレンランプは、上部と下部に分かれ、上部の水が下部のカルシウムカーバイドに滴り落ちアセチレンが発生するのを利用している。光量の調節が容易なため、高性能の蓄電池や送電線が普及するまでは、炭鉱の坑内灯や携帯灯具（カンテラ）、蒸気機関車や自動車の前照灯などにも使われた。街灯としては、1897年7月24日にハンガリーのタタに、1898年には英国のノース・ペザトンに設置されている。
- スウェーデンのニルス・グスタフ・ダレーンは、1912年にアセチレンを利用した「灯台や灯浮標などの照明用ガス貯蔵器用の自動調節機の発明」でノーベル物理学賞を受賞した。
- 現在でも洞窟内探検（ケービング）でカンテラとして使用されることがある。

## アセチレンから合成される化合物
- エチレン
- アセトアルデヒド
- ベンゼン
- アクリロニトリル
- 塩化ビニル
- 酢酸ビニル
- ビニルアセチレン
- ポリアセチレン
- 金属アセチリド